# Ла Порт (Тексас)
Ла Порт (енгл. La Porte) град је у америчкој савезној држави Тексас. По попису становништва из 2010. у њему је живело 33.800 становника.

## Демографија
Према попису становништва из 2010. у граду је живело 33.800 становника, што је 1.920 (6,0%) становника више него 2000. године.
| Група             | 2000.          | 2010.          |
| Белци             | 22.529 (70,7%) | 20.802 (61,5%) |
| Афроамериканци    | 1.993 (6,3%)   | 2.100 (6,2%)   |
| Азијати           | 359 (1,1%)     | 411 (1,2%)     |
| Хиспаноамериканци | 6.520 (20,5%)  | 9.932 (29,4%)  |
| Укупно            | 31.880         | 33.800         |